# Долонин, Владислав Александрович
Владислав Александрович Долонин (22 февраля 1969 — 3 марта 1995) — российский военнослужащий, Герой России.
Старший лейтенант 12-й отдельной бригады специального назначения.

## Биография
Родился 22 февраля 1969 года в городе Майкопе — административном центре Адыгейской автономной области Краснодарского края, ныне Республика Адыгея. Русский. Из семьи военнослужащего.
После окончания 3-й средней школы г. Майкопа, с августа 1987 года — в Вооружённых Силах СССР.
В 1987 году поступил и в 1991 году окончил Владикавказское высшее общевойсковое командное училище имени Маршала Советского Союза А. И. Еременко.
В выпускной аттестации говорилось: 

«обладает твердыми знаниями по тактической подготовке, способен командовать мотострелковым взводом в различных видах боя. Из стрелкового оружия и вооружения БМП и БТР стреляет уверенно. Самостоятельно решает огневые задачи. К выполнению своих служебных обязанностей относится с чувством высокой ответственности. Обладает твердым характером. Сложной обстановки не боится. Нравственные качества высокие. Принципиален. Работу с людьми любит. Внешний вид опрятный, в строевом отношении подтянут. Общая культура высокая. Умеет вести себя в коллективе. Общие интересы ставит выше личных. Физически развит отлично, является спортсменом 1-го разряда по легкой атлетике (прыжки в длину, тройной прыжок). Морально устойчив».— Выпускная аттестация
С 1991 года служил в 12-й отдельной бригаде специального назначения Закавказского военного округа, которая в сентябре 1992 года вошла в состав Уральского военного округа и была передислоцирована в город Асбест Свердловской области.
С января 1995 года в составе бригады участвовал в 1-й чеченской кампании.

### В боях за г. Грозный
С января 1995 года участвовал в Первой чеченской войне, командуя группой 33-го отряда специального назначения 12-й отдельной бригады специального назначения.
29 января 1995 года, когда развернулись боевые действия по захвату моста через реку Сунжа в Грозном, имевшего важное значение для последующих действий федеральных сил, В. А. Долонин получил задачу овладеть высотным зданием, расположенным в непосредственной близости от моста и уничтожить засевших в нём боевиков. Превращенное в укреплённый опорный пункт, оно являлось главным препятствием на пути выдвижения наших подразделений к мосту и его надо было обезопасить.
Поставленную задачу В. А. Долонин выполнил на отлично, показав командирскую зрелость и отвагу. Оценив обстановку, он скрытно вывел группу несколькими маршрутами к дому и, обрушив на боевиков шквальный огонь, вступил в бой, отвлекая их на себя и не давая им возможности воспрепятствовать продвижению наших подразделений к мосту. В ходе этого боя боевики были разгромлены и выбиты из здания. Лично В. А. Долониным были уничтожены два пулемётных расчёта, гранатомётчик и до 15 боевиков. Группа потерь не имела. Наградой отважному офицеру за образцовое выполнение задания и обеспечение захвата моста стала медаль «За отвагу», которой он был удостоен 20 апреля 1995 года. Но она не застала своего владельца в живых.
Из наградного листа:

"Старший лейтенант Долонин В.А с 19 января по 3 марта 1995 года находился в составе федеральных войск на территории Чеченской Республики. За время боевых действий в городе Грозный офицер показал образец мужества, стойкости и героизма. 29 января 1995 года при захвате моста через реку Сунжа, имеющего стратегическое значение, старший лейтенант Долонин умело и решительно управлял действиями подчинённых, без потерь личного состава обеспечил захват высотного здания в непосредственной близости от моста, организовал плотный огонь по огневым позициям обороняющихся дудаевцев, не давая им возможности воспрепятствовать продвижению федеральных войск. В ходе боя лично уничтожил два пулемётных расчёта, одного гранатомётчика и несколько боевиков, потерь среди личного состава не имел.
Достоин награждению медалью «За отвагу».
— наградной лист
На следующий день, 30 января, когда боевые действия шли в районе трамвайного парка, В. А. Долонину была поставлена задача овладеть одним из зданий в опорном пункте боевиков. Сложность выполнения этой задачи заключалась в том, что в подвале здания боевики удерживали в качестве живого щита около ста мирных граждан, в основном женщин, стариков и детей. Это исключало применение орудий, миномётов и требовало от спецназовцев исключительной чёткости и точности действий.
Тщательно проинструктировав своих подчинённых и поставив каждому конкретные задачи, В. А. Долонин, несмотря на сильный огонь боевиков, скрытно подошёл к дому, обходя его с разных сторон, и по общему сигналу, начав штурм, ворвался в здание. В ожесточённой схватке, нередко переходившей в рукопашную, долонинцы под руководством своего командира, демонстрируя высокое мастерство, отвагу и мужество, очистили здание от боевиков и, перейдя к круговой обороне, стойко удерживали его до подхода подразделений 129-го мотострелкового полка. Никто из мирных жителей не пострадал. Не имели потерь и спецназовцы.
Продвигаясь с боями по улицам Грозного, 5 февраля группа В. А. Долонина вышла к площади Минутка, где разгорелся ожесточённый бой. Он продолжался двое суток. Уничтожив три пулемётных расчёта, двух гранатомётчиков, до 10 боевиков и связав боем дудаевцев, В. А. Долонин дал возможность батальону морской пехоты своевременно и беспрепятственно выдвинуться к площади и организованно вступить в бой.
Действуя дерзко и решительно, в тесном взаимодействии с морскими пехотинцами В. А. Долонин захватил несколько многоэтажек, имевших тактически выгодное положение, и закрепился в них, отражая яростные атаки дудаевцев. А когда один из «черных беретов» получил тяжёлое ранение, он, не раздумывая, бросился к нему и с риском для жизни, под яростным огнём дудаевцев вынес его в безопасное место, передав в руки медиков.

### В боях за Гудермесский район
После освобождения Грозного от боевиков, центр боевых действий переместился в восточные и юго-восточные районы республики, где активно шли инженерные работы по созданию новых и усовершенствованию уже существовавших оборонительных рубежей. Здесь же были сосредоточены основные базы с оружием, боеприпасами, медикаментами и продовольствием, что позволяло дудаевцам на протяжении длительного времени вести боевые действия. Особо выделялся Гудермесский узел обороны. Гористая местность, наличие множества водных преград способствовали укреплению и без того мощных очагов сопротивления боевиков и в то же время ограничивали возможности для скрытного выдвижения федеральных войск.
3 марта 1995 года стал последним днём жизни В. А. Долонина, встретившего своё 26-летие в боях на улицах Грозного. Разведотряд, в составе которого действовала его группа, выполняя задачу по разведке бандформирований и маршрутов выдвижения войск Северо-Западной группировки в район города Гудермеса вышел в район безымянной высоты, где был встречен шквальным огнём боевиков. Отряд вынужден был вступить в бой, но его положение становилось все более критическим и вскоре под натиском превосходящих сил боевиков он оказался в окружении. Наши воины были на виду без окопов. Нельзя повернуться ни вправо, ни влево, нельзя сманеврировать. Отряд нёс потери.

### Подвиг
Здесь Долонин В. А. совершил свой подвиг.
— За мной! В атаку, вперёд! — воскликнул он и решительно бросился к высоте. Увлекаемые примером своего командира, разведчики группы устремились за ним, ведя огонь на ходу и сотрясая воздух громовым «Ура!»
Ошеломлённые внезапной и дерзкой атакой разведчиков, ничего не ожидавшие боевики дрогнули и отступили, оставив высоту. В ходе штурма высоты В. А. Долонин получил ранение в ногу, но, превозмогая острую боль, продолжал управлять боем группы, заняв оборону и отвлекая противника на себя.
Захват высоты позволял отряду выйти из окружения, а боевиков лишал возможности организовать преследование отряда и нанести ему огневое поражение. И как только боевики перенесли огонь на высоту, командир отряда майор С. Прокошев тут же отдал приказ и подразделения, сломив сопротивление боевиков, с боем вырвались из вражеского кольца.
В это время разведчики группы под командованием В. А. Долонина вели ожесточённый бой, отражая яростные атаки боевиков, стремившихся вернуть себе высоту. Убедившись, что отряд вышел из окружения и понимая, что с группой ему не удержать высоты, В. А. Долонин, чтобы спасти своих подчинённых, приказывает им отойти и присоединиться к отряду, а сам, вооружившись пулемётом и гранатами, остался на высоте, чтобы прикрыть их отход.
Пулемёт В. А. Долонина не умолкал ни на минуту, поливая боевиков свинцовым дождём. Уничтожены два пулемёта и более десятка боевиков, но в наркотическом угаре они упорно лезли на высоту, пытаясь взять офицера живым. В. А. Долонин получив ранение, продолжал мужественно отстреливаться, пока бандитская пуля снайпера не оборвала его жизнь.
В. А. Долонин погиб, но он сделал главное — отвёл беду от своих товарищей.
За мужество и героизм, проявленные при выполнении специального задания, Указом Президента Российской Федерации № 1039 от 13 октября 1995 года старшему лейтенанту Долонину Владиславу Александровичу присвоено звание Героя Российской Федерации (посмертно).

## Память
- Похоронен в Майкопе на аллее Славы, на могиле Героя установлен надгробный памятник.
- В городе Асбесте Свердловской области его именем названа улица и в воинской части установлен памятник Герою.
- СОШ № 3 в Майкопе присвоено имя Героя России Владислава Долонина
- В Майкопе на здании школы № 3 в 2001 году установлена мемориальная доска.
- На территории воинской части в г. Асбестеустановлен памятник Герою. После расформирования воинской части, 24.10.2009 г. памятник был перенесен на Аллею воинской славы в городе Асбесте.
- Выпущена марка. Церемония памятного гашения почтовой марки, посвящённой Герою Российской Федерации Владиславу Долонину состоялась 5 октября 2017 года на родине Героя в Майкопе.
- 03 сентября 2021 г. в  г. Майкопе открыли памятник Герою России Владиславу Долонину[3]